# Claraeola alata
Claraeola alata är en tvåvingeart som beskrevs av Kozanek 1991. Claraeola alata ingår i släktet Claraeola och familjen ögonflugor. Inga underarter finns listade i Catalogue of Life.